# Comospermum
Comospermum  (лат.) — монотипный род однодольных растений семейства Спаржевые (Asparagaceae), включающий вид Comospermum yedoense (Maxim. ex Franch. & Sav.) Rauschert. Выделен немецким ботаником Штефаном Раушертом в 1982 году. Ранее в состав рода включалось два вида; сейчас второй таксон Comospermum platypetalum входит в синонимику Comospermum yedoense.

## Распространение, описание

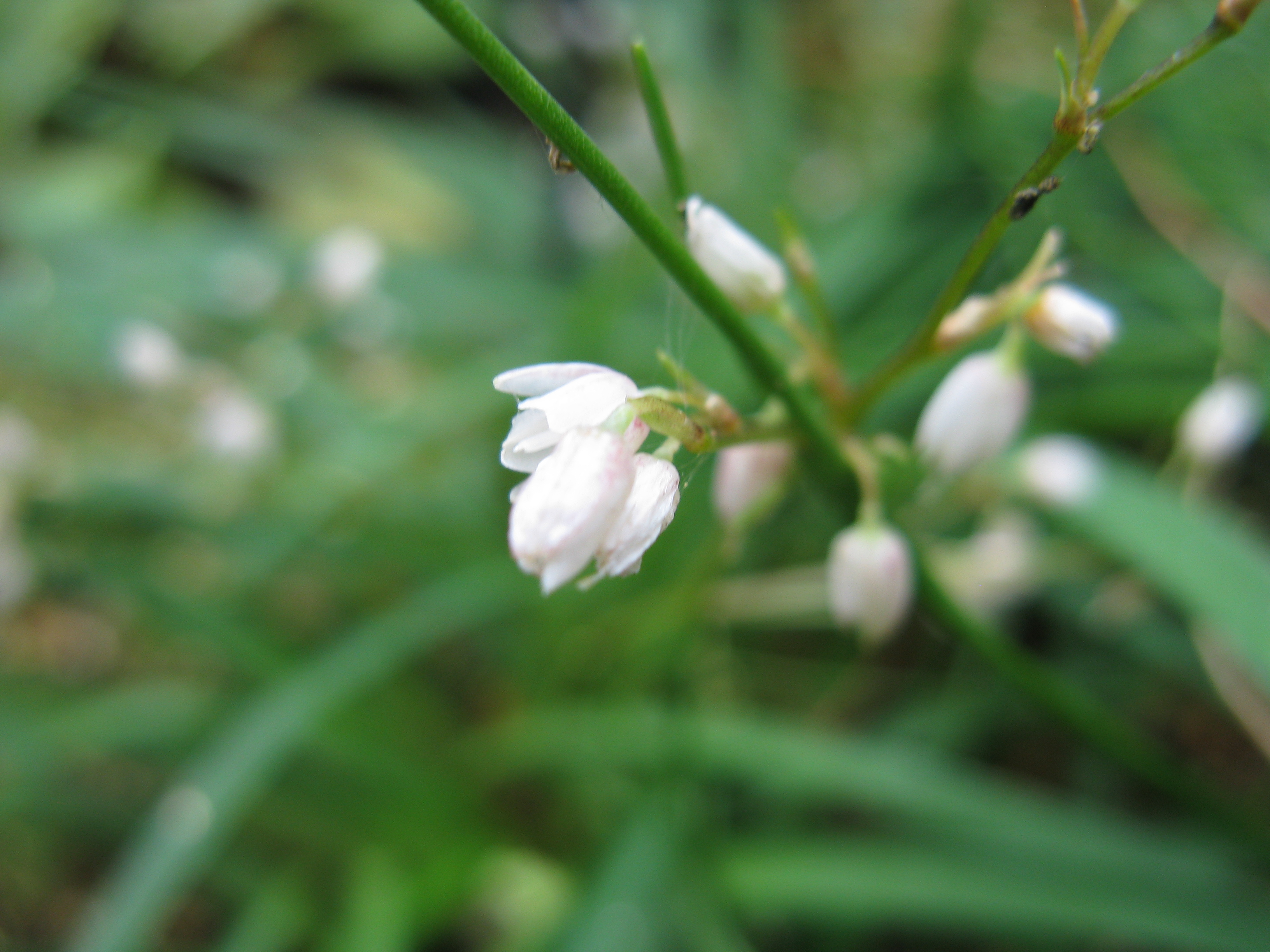
Соцветие Comospermum yedoense

Единственный вид является эндемиком Японии, встречающимся на юге страны.
Литофитные или эпифитные растения. Семена на конце имеют придатки в виде волосков (что отражено в таксономическом названии рода).